# Фарнезе, Франческо Мария
Франческо Мария Фарнезе (итал. Francesco Maria Farnese; 15 августа 1619, Парма, Пармское герцогство — 12 июля 1647, там же) — итальянский кардинал из семьи герцогов Пармских. Праправнук Папы Павла III, внучатый племянник кардинала Алессандро Фарнезе младшего и Рануччо Фарнезе, племянник кардинала Одоардо Фарнезе. Кардинал-мирянин. Кардинал in pectore с 14 ноября 1644 по 4 декабря 1645. Кардинал-дьякон с 4 декабря 1645.